# Leonid Taranenko
Leonid Arkádievich Taranenko –en ruso, Леонид Аркадьевич Тараненко– (Malorita, URSS, 13 de junio de 1956) es un deportista bielorruso que compitió para la Unión Soviética en halterofilia.
Participó en dos Juegos Olímpicos de Verano, obteniendo una medalla de oro en Moscú 1980 (categoría de 110 kg) y una de plata en Barcelona 1992 (+110 kg).
Ganó cuatro medallas en el Campeonato Mundial de Halterofilia entre los años 1979 y 1990, y siete medallas en el Campeonato Europeo de Halterofilia entre los años 1980 y 1996.

## Palmarés internacional
| Representando a la URSS           |                          |                   |           |
| Juegos Olímpicos                  |                          |                   |           |
| Año                               | Lugar                    | Medalla           | Categoría |
| 1980                              | Moscú (URSS)             | Medalla de oro    | 110 kg    |
| Campeonato Mundial                |                          |                   |           |
| Año                               | Lugar                    | Medalla           | Categoría |
| 1979                              | Salónica (Grecia)        | Medalla de bronce | 110 kg    |
| 1980                              | Moscú (URSS)             | Medalla de oro    | 110 kg    |
| 1987                              | Ostrava (Checoslovaquia) | Medalla de plata  | +110 kg   |
| 1990                              | Budapest (Hungría)       | Medalla de oro    | +110 kg   |
| Campeonato Europeo                |                          |                   |           |
| Año                               | Lugar                    | Medalla           | Categoría |
| 1980                              | Belgrado (Yugoslavia)    | Medalla de oro    | 110 kg    |
| 1985                              | Katowice (Polonia)       | Medalla de plata  | +110 kg   |
| 1986                              | Karl-Marx-Stadt (RDA)    | Medalla de plata  | +110 kg   |
| 1988                              | Cardiff (Reino Unido)    | Medalla de oro    | +110 kg   |
| 1990                              | Ålborg (Dinamarca)       | Medalla de bronce | +110 kg   |
| 1991                              | Władysławowo (Polonia)   | Medalla de oro    | +110 kg   |
| Representando al Equipo Unificado |                          |                   |           |
| Juegos Olímpicos                  |                          |                   |           |
| Año                               | Lugar                    | Medalla           | Categoría |
| 1992                              | Barcelona (España)       | Medalla de plata  | +110 kg   |
| Representando a Bielorrusia       |                          |                   |           |
| Campeonato Europeo                |                          |                   |           |
| Año                               | Lugar                    | Medalla           | Categoría |
| 1996                              | Stavanger (Polonia)      | Medalla de oro    | +108 kg   |